# 夏洛特道格拉斯國際機場
夏洛特道格拉斯國際機場（英語：Charlotte Douglas International Airport）是一座位於美國北卡羅來納州夏洛特的军民合用機場，是美国航空的樞杻港，同时也是北卡罗来纳州空军国民警卫队第145空运联队驻地。

## 设施

### 航站楼

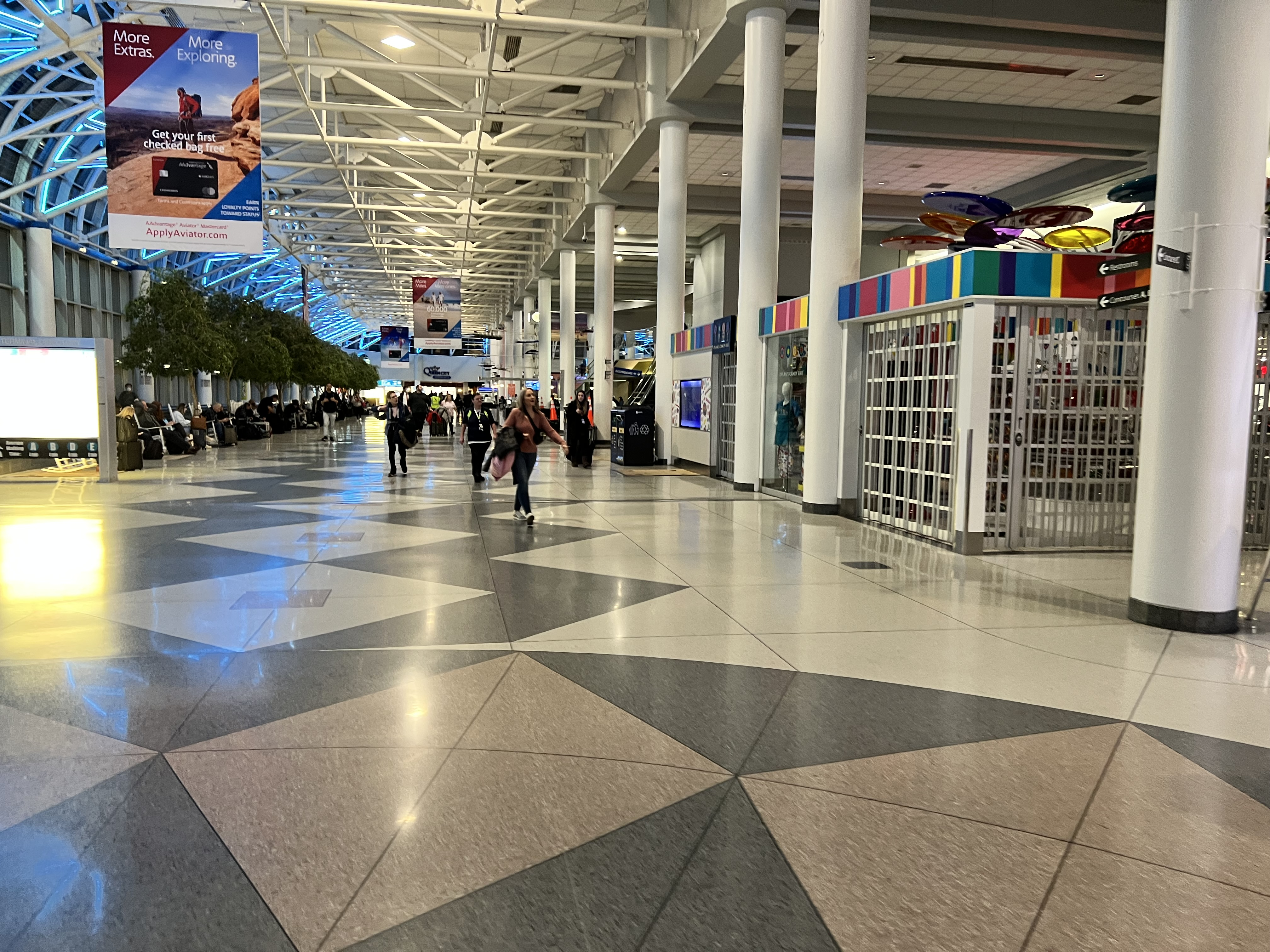
主楼中庭

夏洛特机场航站楼一共有5个客运廊和124个登机口，所有客运廊都和设有值机、安检和行李提取设施的主客运大楼连接。
- A客运廊设有32个登机口，南侧指廊保障美国航空航班，其中北侧指廊美联航、西南航空、精神航空、达美航空、边疆航空、太阳城航空和加拿大航空航班[1]
- B客运廊设有16个登机口，保障美国航空国内航班[1]
- C客运廊设有18个登机口，保障美国航空国内航班[1]
- D客运廊设有13个登机口，保障美国航空及国际航班[1]
- E客运廊设有45个登机口，保障美鹰航空、Contour Airlines（英语：Contour Airlines）等支线航班[1]

美国航空在B和C客运廊各设有一个上将俱乐部休息室；美国运通百夫长休息室位于C和D之间的广场； Club CLT贵宾室位于A客运廊北侧，供Priority Pass和Lounge Key持有者使用。 达美航空非凡贵宾室位于A客运廊，于2024年12月开业。

### 跑道
夏洛特机场设有3条跑道，另外还有一条不使用的跑道。
| 跑道    | 长度               | 宽度         | ILS类别                     | 参考              |
| ------- | ------------------ | ------------ | --------------------------- | ----------------- |
| 18L/36R | 8,677英尺 2,645米  | 150英尺 46米 | 18L (Cat I), 36R (Cat IIIB) | [ 5 ] [ 6 ] [ 7 ] |
| 18C/36C | 10,000英尺 3,000米 | 150英尺 46米 | 18C (Cat I), 36C (Cat IIIB) | [ 7 ]             |
| 18R/36L | 9,000英尺 2,700米  | 150英尺 46米 | 18R (Cat I), 36L (Cat IIIB) | [ 7 ] [ 8 ] [ 9 ] |

## 地面交通
机场航站楼匝道位于乔希·伯明翰公园大道上，联络威尔金森大道（往I-485和夏洛特上城方向）、小石城路（I-85方向）和葛培理公园大道（往I-77方向）。
夏洛特区域公共交通系统（CATS）有两条巴士服务机场：5线连接机场和夏洛特上城的夏洛特交通中心，60路连接LYNX轻轨泰沃拉站。此外还有一条服务机场货运中心、维修区和老航站楼的10路巴士。计划中的轻轨银线计划沿即有5路巴士连接机场和市中心。
租车行位于机场航站楼前，可容纳3000余辆车。